# Funzione G di Erdelyi
La funzione G di Erdélyi-Magnus-Oberhettiger-Tricomi, o in breve 
funzione G di Erdelyi è una funzione trascendente che si può definire a partire dalla funzione digamma {\displaystyle \psi _{0}(z)} come
{\displaystyle G(z):=\psi _{0}\left({\frac {1}{2}}+{\frac {1}{2}}z\right)-\psi _{0}\left({\frac {1}{2}}z\right)} .
Da una rappresentazione integrale della digamma si ricavano le seguenti due rappresentazioni integrali
{\displaystyle G(z)=2\int _{0}^{1}dt\,{\frac {t^{z-1}}{1+t}}=2\int _{0}^{\infty }du\,{\frac {e^{-zu}}{1+e^{-u}}}} .
Essa si può esprimere mediante una particolare funzione ipergeometrica come
{\displaystyle G(z)={\frac {2}{z}}\ {}_{2}F_{1}(1,z,1+z;-1)} .